# جوديت بولغار
جوديت بولغار (بالإنجليزية: Judit Polgár) هي لاعبة شطرنج مجرية (ولدت في 23 تموز 1976م)، وتعتبر أقوى لاعبة شطرنج أنثى في التاريخ. حصلت شقيقتها سوزان على لقب (كراند ماستر)، والأخرى صوفي على لقب أستاذ دولي في الشطرنج. هاجرت عائلتها لبلدان مختلفة و لكن بولغار تزوجت واستقرت في المجر. و هي ايضا تعتبر من عباقرة العالم بنسبة ذكاء تبلغ 170 

## البدايات
هي امرأة يهودية من يهود بودابست، عانت عائلتها من التصفية العرقية لليهود (الهولوكوست) خلال فترة الحكم النازي، أثناء الحرب العالمية الثانية، وهي الأخت الثالثة لثلاث شقيقات لهم هواية لعب الشطرنج وحصلوا على درجات متقدمة في البطولات، وهن تربين تربية خاصة من قبل والدهم الذي أراد أن يعلمهم في البيت لعبة الشطرنج في سن مبكر ويثبت إن العبقرية والموهبة الفكرية ممكن خلقها وصناعتها بالتربية ولا تأتي بالقابلية الوراثية فقط.

## حياتها
ربحت بطولة نيويورك المفتوحة إلى غير المصنفين في التاسعة من عمرها عام 1986م. حيث ربحت سبع مباريات وتعادلت في واحدة.
ض
وعندما بلغت الحادية عشر من عمرها حصلت على تصنيف 2350 نقطة ومنحت لقب أستاذ دولي في الشطرنج فحصلت على اللقب وهي في عمر أصغر من كاسباروف أو فيشر. وعندما بلغت الثانية عشر من عمرها أصبح تصنيفها 2555 نقطة ومنحت لقب المرأة (الغراند ماستر). وحصلت على الترتيب السادس عشر عام 2006م.

## وصلات خارجية
- جوديت بولغار على موقع IMDb (الإنجليزية)
- جوديت بولغار على موقع الموسوعة البريطانية (الإنجليزية)
- جوديت بولغار على موقع قاعدة بيانات الفيلم (الإنجليزية)
- جوديت بولغار على موقع الاتحاد الدولي للشطرنج (الإنجليزية)
- جوديت بولغار على موقع مباريات الشطرنج (الإنجليزية)
- جوديت بولغار على موقع 365Chess.com (الإنجليزية)
- جوديت بولغار على موقع Chesstempo.com (الإنجليزية)
- جوديت بولغار سجل أولمبياد الشطرنج على موقع OlimpBase.org (الإنجليزية)
- جوديت بولغار سجل أولمبياد الشطرنج للسيدات على موقع OlimpBase.org (الإنجليزية)